# Vultee V-54 Valiant
Vultee Valiant V-51 och V-54 var en serie tvåsitsiga skolflygplan för grundskolning av piloter av amerikanska flygplanstillverkaren Vultee Aircraft. Det som urskilde V-51 från V-54 var landställen, som var infällbart hos det främre och fast hos det senare.
V-51 byggdes enbart i en prototyp, prövad av USAAF som BC-3, medan V-54 serieproducerades och användes av USAAF under namnen BT-13 och BT-15, beroende på vilken typ av motor flygplanet var utrustat med. I US Navy kallades V-54 för SNV.

## Historia
Vulteefabriken fick en första order på 500 BT-13 flygplan under 1940, flygplanen skulle benämnas BT efter användningsområdet Basic Trainer. Flygplanen som levererades var försedda med en Pratt & Whitney Wasp Junior stjärnmotor. På grund av motorbrist från Pratt & Whitney kom andra serier senare att förses med Wright R-975 Whirlwind motorer och dessa varianter fick benämningen BT-15. 
Prototypflygplanet NX 21754 var utrustat med strömlinjeformade hjulkåpor. Då kåporna var utsatta och lätt kunde skadas räknade man med att de ofta behövde repareras. I första leveransen avlägsnades alla kåpor på arméns och marinens flygplan medan följande leveranser saknade kåpor. Samtliga flygplan som levererades före maj 1942 var målade med blå flygkropp och ockragula vingar med röda, vita och blåa ränder på sidrodret. Därefter blev flygplanen silverfärgade, då man lät flygplanen vara omålade för att underlätta underhållet.
Efter att flygplanet visat sig fungera mycket bra i rollen som skolflygplan och behovet av piloter ökade på grund av andra världskriget utökades antalet beställda flygplan. Vid krigsslutet hade Vulteefabriken levererat 10 375 flygplan av typerna BT-13 och BT-15. När flygplanen blev föråldrade för att tjänstgöra vid flygskolorna såldes de på överskottsmarknaden. De flesta planen användes som motorreservdelar till andra flygplanstyper och därför återstår inte många flygande exemplar av flygplantypen.

## V-54 beskrivning
Flygplanet var ett lågvingat monoplan där vingarna var tillverkade i metall. Vingen var uppbyggd i fem sektioner med en mittdel, två yttre huvudpaneler samt två avtagbara och utbytbara vingspetsar. Vingbalkar och spryglar kläddes med en aluminiumplåt där plåten även fungerade som en bärande del av konstruktionen. Skevroder, vingklaffar, och sidroder tillverkades i en ram av aluminium som kläddes med duk. Flygplanskroppen tillverkades i två huvuddelar, den främre delen bestod av svetsade stålrör som kläddes med avtagbara aluminiumpaneler medan den ovala bakre delen av kroppen tillverkades i en monocoqueteknik som var självbärande.
Landstället var fast med ett sporrhjul under fenan. För att minska flygplanets landningsträcka var huvudhjulen utrustade med hydrauliska bromsar. Som kraftkälla valdes en luftkyld stjärnmotor som drev en tvåbladig inställbar Hamilton-Standard propeller.

## Bilder

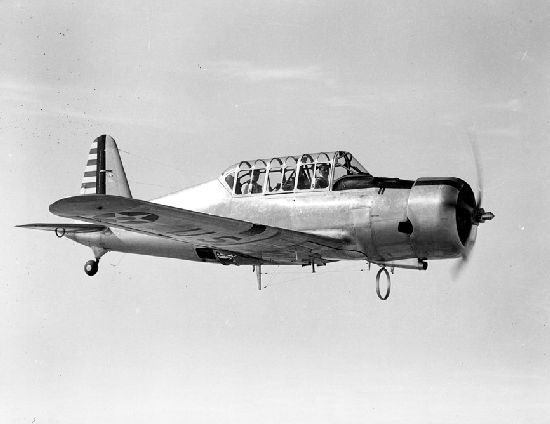
V-51 prototypen, BC-3.
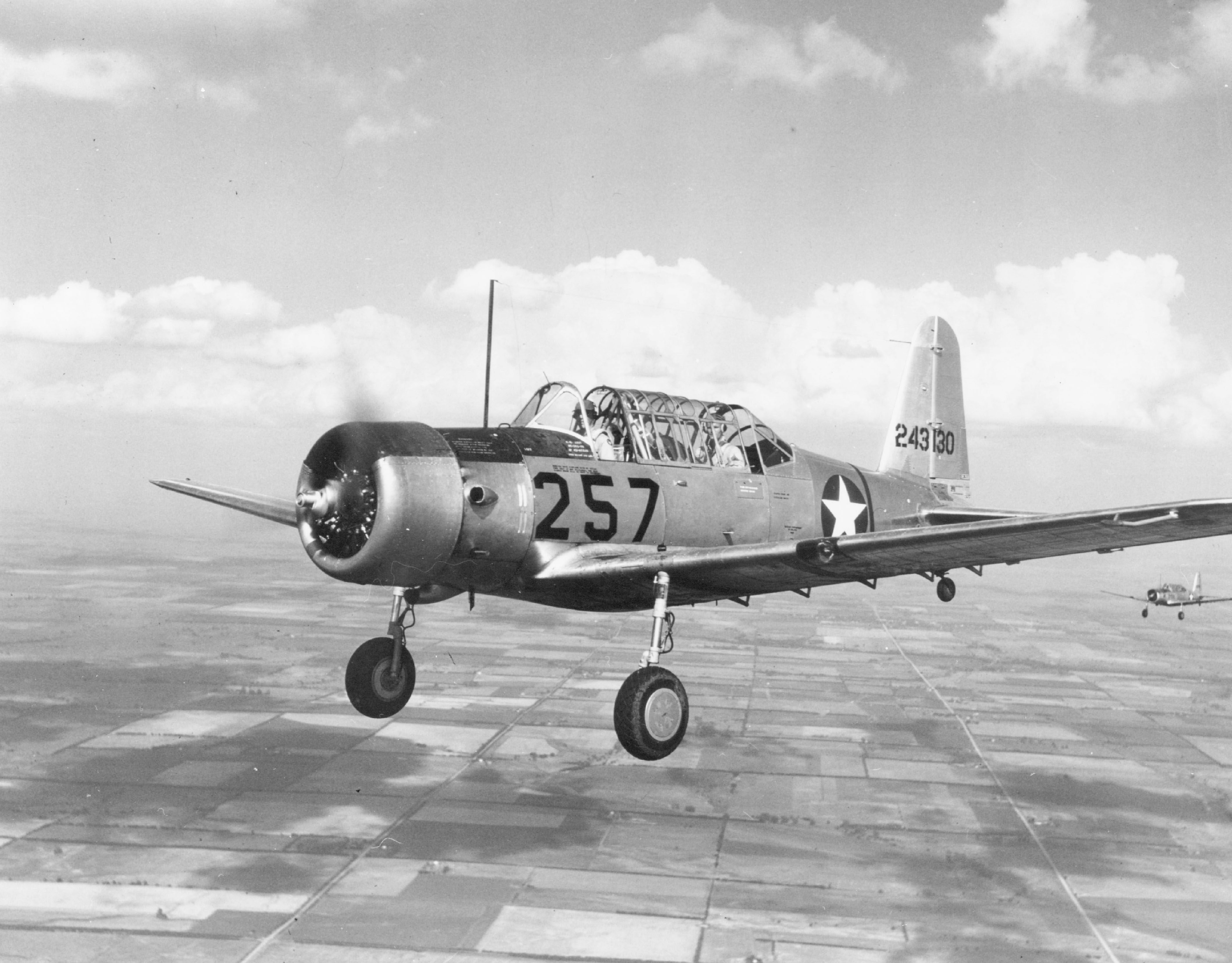
Armévariant av V-54, BT-13.
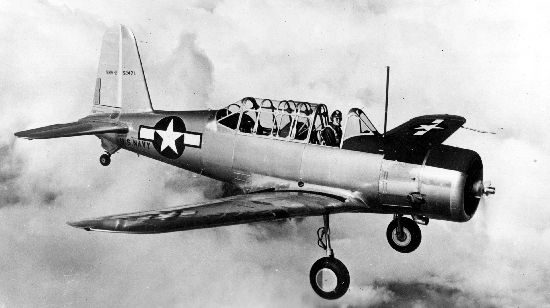
Marinvariant av V-54, SNV-2.
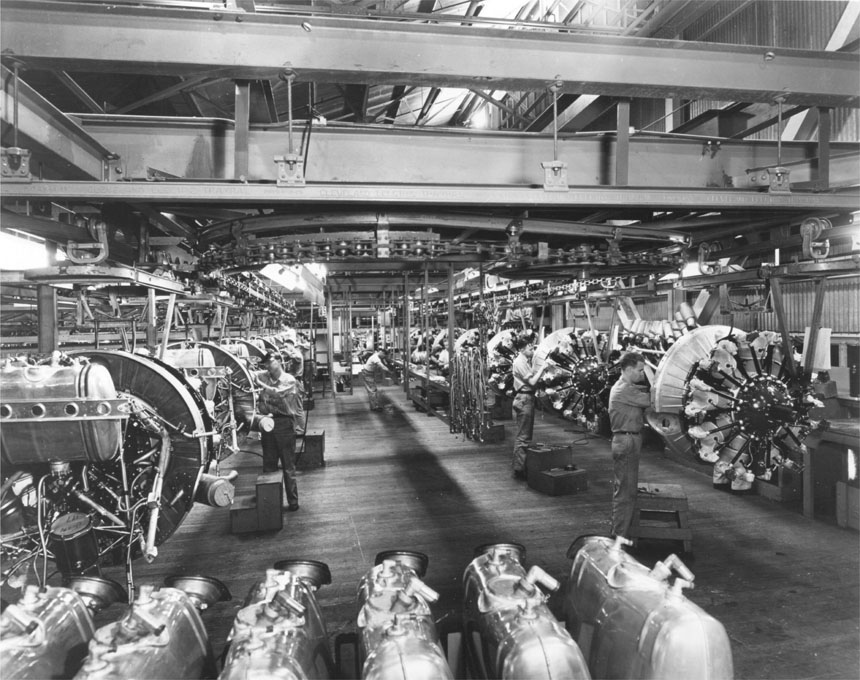
Montering av stjärnmotorer till Valiant.